# 木村英一
木村 英一（きむら えいいち、1906年11月4日 - 1981年11月15日）は、日本の中国哲学研究者。大阪大学名誉教授。
京都府出身。1930年京都帝国大学文学部支那哲学史卒。1960年「老子の新研究」で京都大学文学博士。京大助教授、1949年大阪大学文学部教授、67年定年退官、名誉教授、追手門学院大学教授。

## 著書
- 『法家思想の研究』弘文堂 1944
- 『中国民衆の思想と文化』弘文堂書房 教養文庫 1947
- 『中国的実在観の研究 その学問的立場の反省』弘文堂書房 1948
- 『老子の新研究』創文社 1959
- 『孔子と論語』創文社 東洋学叢書 1971
- 『中国哲学の探究』創文社 東洋学叢書 1981

### 編著
- 『慧遠研究 遺文篇』編 創文社 京都大学人文科学研究所研究報告 1960
- 『慧遠研究 研究編』編 創文社 京都大学人文科学研究所研究報告 1962

### 翻訳
- 『世界の大思想 第2期 第1 老子』、加地伸行共訳、河出書房新社 1968
- 『中国古典文学大系 3 論語』、鈴木喜一共訳、平凡社 1970
- 『伊藤仁斎集 日本の思想 11』編 筑摩書房 1970
- 『論語』全訳注 講談社文庫 1975
- 『老子』 野村茂夫補注 講談社文庫 1984

記念論集
- 『中国哲学史の展望と模索』木村英一博士頌寿記念事業会編 創文社 1976

## 論文
- Cinii 木村英一